# 鳳凰座ρ
鳳凰座ρ，又名CD-51 209，HD 4919、SAO 232203、HR 242，是鳳凰座的一颗恒星，视星等为5.22，位于銀經303.23，銀緯-66.14，其B1900.0坐标为赤經0h 46m 8s，赤緯-51° -66.14′ 57″。